# Collezioni comunali d'arte
Le Collezioni Comunali d'Arte sono visitabili al secondo piano di Palazzo d'Accursio, il palazzo comunale di Bologna sito in Piazza Maggiore. Le Collezioni fanno parte dei Musei civici d'arte antica e sono gestite da Settore Musei Civici Bologna.

## Storia e descrizione
Il secondo piano di Palazzo d'Accursio è stato edificato nella seconda metà del XVI secolo per ampliare gli appartamenti dei Cardinal Legati che qui hanno soggiornato fino al 1859 con una sola interruzione fra il 1796 e il 1815. Le Collezioni sono state inaugurate il 18 ottobre 1936, in questi locali già di notevolissimo pregio: alcuni degli ambienti sono infatti decorati con pitture dei secoli dal XVI al XIX. 
Vi hanno trovato sistemazione soprattutto opere acquisite dal Comune in epoca post-unitaria e nei primi decenni del '900, con un nucleo di opere settecentesche originariamente conservate nel Palazzo Comunale e numerose opere pittoriche medievali.
L'accesso alle Collezioni è dalla Sala Farnese di Palazzo d'Accursio. Il patrimonio conservato va dal Duecento al Novecento del secolo scorso. 
Le principali acquisizioni provengono dai seguenti lasciti:
- eredità del pittore Pelagio Palagi, 1860
- eredità dello scultore Cincinnato Baruzzi, 1878
- eredità del conte Agostino Pepoli, 1910
- eredità del nobile Pietro Giacomo Rusconi e contessa Luisa Verzaglia Rusconi, 1919
- eredità del marchese Carlo Alberto Pizzardi, 1922
- eredità del marchese Pier Ignazio Rusconi, 1930.[3]

## Percorso museale

Mappa delle sale

Il patrimonio delle collezioni è distribuito in sale significative dal punto di vista sia storico che artistico, riallestite più volte nel corso del tempo.
la Sala degli Svizzeri (sala 1), la Sala dei Cavalleggeri (sala 2), la Sala del Comitato per la Bologna Storica-Artistica (sala 3), la Galleria Vidoniana (sala 4), le sale dei Dipinti e dei disegni dal XIII al XVIII secolo (sale dalla 5 alla 10 e dalla 23 alla 25, l'Ala Rusconi (sale dalla 11 alla 15), la Sala Boschereccia (sala 16), la Sala Urbana (sala 17), la sala dedicata all'Ottocento a Bologna (sala 18), le Sale Palagi (sale 19 e 20) e le sale degli affreschi staccati (sale 21 e 22).

## Alcune delle opere conservate all'interno delle Collezioni
- Statua del cane Tago
- statua di Apollino, Canova
- Automi dell'orologio di Palazzo d'Accursio
- Ruth di Francesco Hayez
- Ritratto di gonfaloniere di Artemisia Gentileschi